# Karl Wurmb

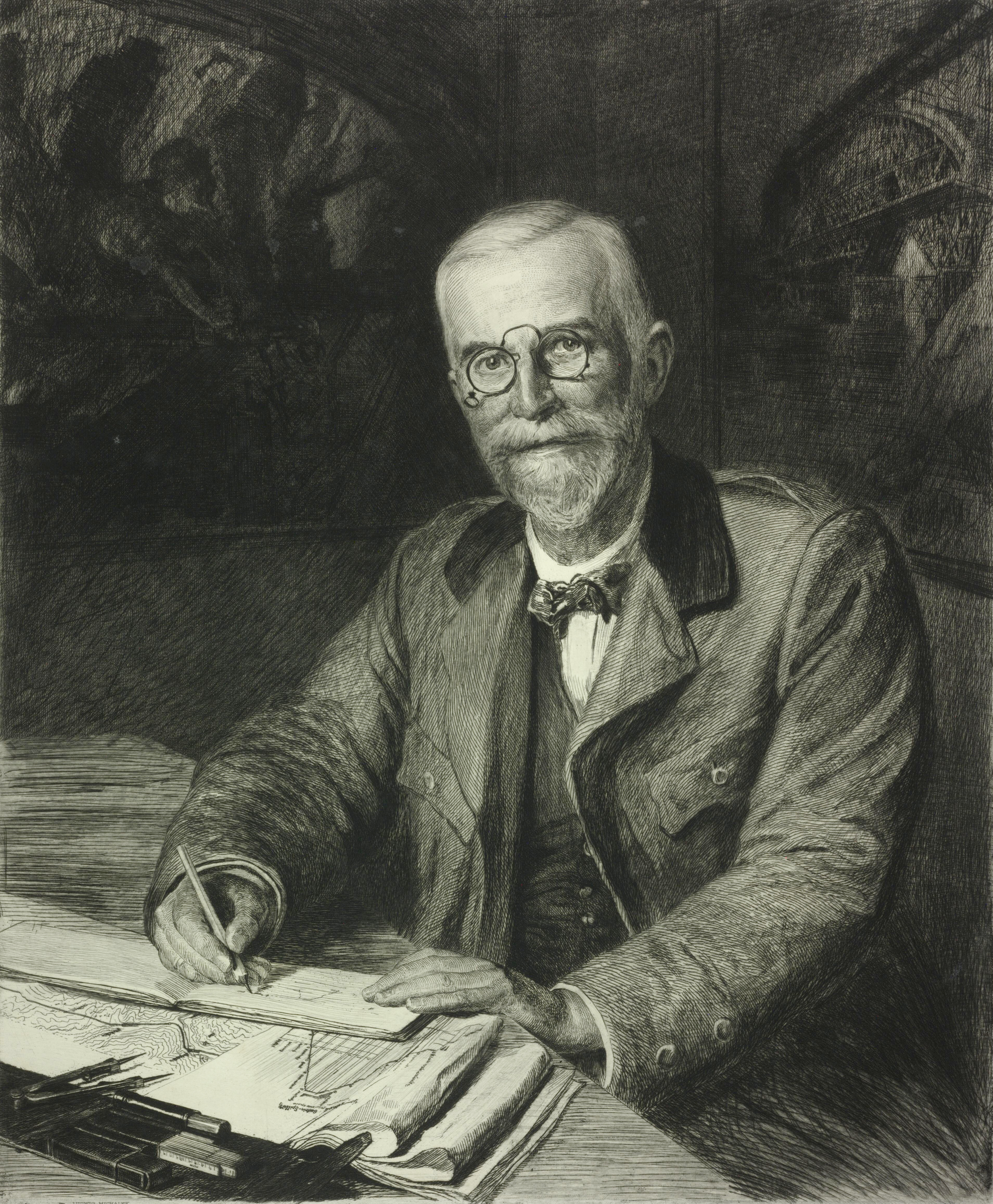
Carl Wurmb, auf dem Schreibtisch ein Höhenprofil der Tauernbahn. Radierung von Ludwig Michalek

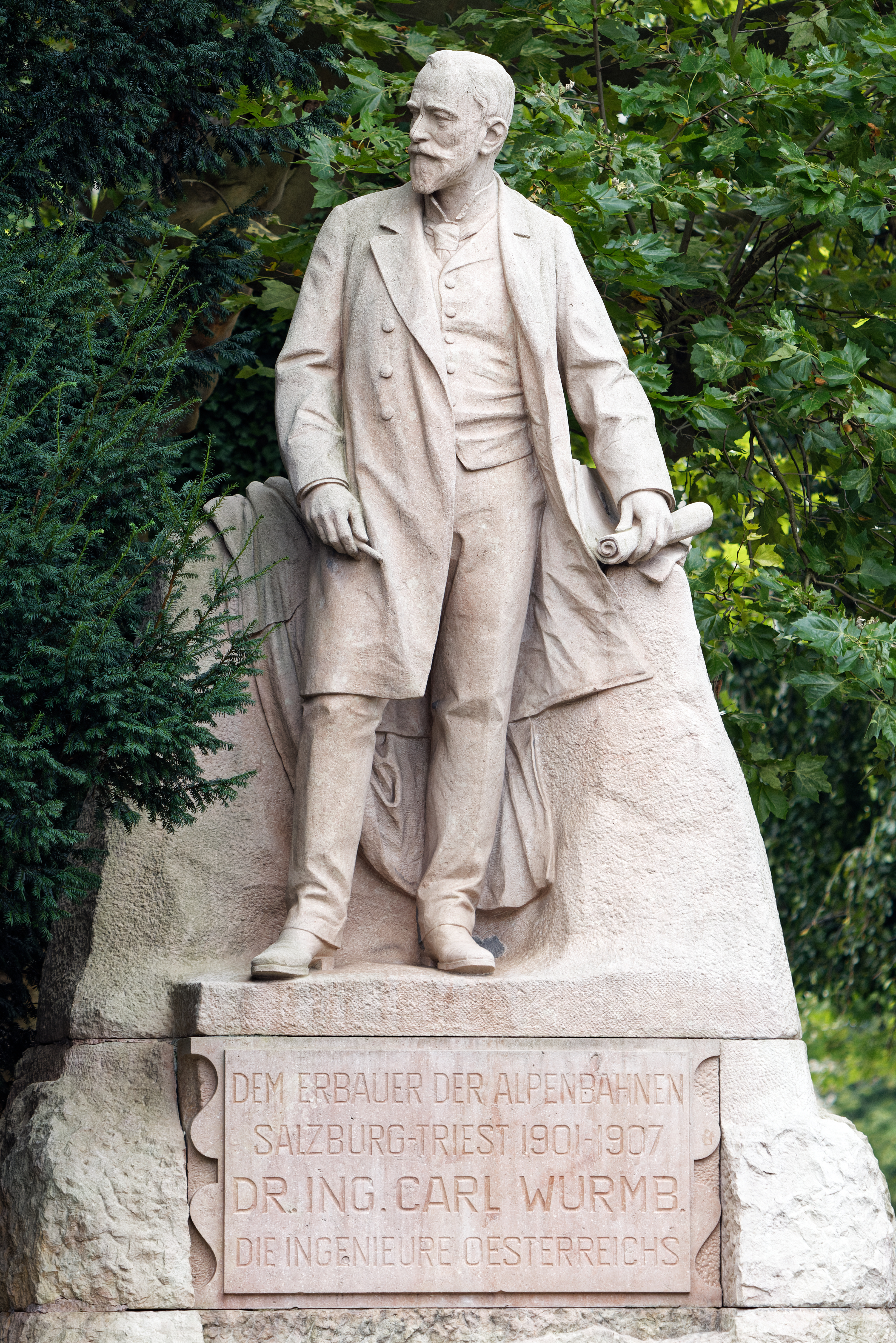
Denkmal für Karl Wurmb in der Salzburger Schwarzstraße

Karl Wurmb (* 18. November 1850 in Neumarkt im Hausruckkreis, Österreich ob der Enns; † 30. Jänner 1907 in Wien) war ein österreichischer Ingenieur, der maßgeblich für die Planung und Realisierung mehrerer wichtiger Eisenbahnstrecken verantwortlich war.

## Leben und Werk
Der junge Karl – verbreitet ist bis 1902/1903 auch die Schreibweise Carl – wurde zunächst im Elternhaus in den Volksschulfächern unterrichtet, später besuchte er die Königliche Gewerbeschule in Straubing im benachbarten Bayern. Nach der Matura widmete er sich am Polytechnikum Zürich dem Studium der Ingenieurwissenschaften und erwarb zur Abrundung seiner Ausbildung handwerkliche Fähigkeiten in einem Schlossereibetrieb.
Seine berufliche Laufbahn begann Wurmb als Ingenieurassistent bei der K. K. priv. Südbahngesellschaft, wo er am Bau der Brennerbahn und der Trassierung der Pustertalbahn mitwirkte. 1876 trat er in den Dienst der k. k. Direktion für Eisenbahnbauten im Handelsministerium. 1878 war er dort mit Vorarbeiten für ein Wasserkraftwerk an der Krka bei Šibenik in Dalmatien beschäftigt. Beim Bau der Salzkammergutbahn der Kronprinz-Rudolf-Bahn (1877 eröffnet) war er als Ingenieur tätig, bei der Strecke Villach–Tarvis der k.k. Staatsbahnen wirkte er bereits als Bauführer mit, danach auch für die 1879 vom Reichsrat beschlossene und von 1880 an gebaute Arlbergbahn. Bei dieser, insbesondere beim Arlbergtunnel, brachte er besonders intensiv eigene Anregungen ein. 1882 wurde Wurmb bei Vortriebsarbeiten an der Westseite des Tunnels schwer verletzt; nach seiner Genesung übernahm er die Bauleitung in Bludenz. 1884 wurde die Arlbergbahn eröffnet.
Ein weiterer bedeutender Karriereschritt war 1883 der Eintritt in die K. K. Direktion für Staatseisenbahnbauten in Wien. Zu diesem Zeitpunkt war man dort intensiv mit der Problematik einer westlichen Alpenquerung beschäftigt, die den Westen und Nordwesten der Donaumonarchie mit Triest verbinden sollte. Deren Linienführung sollte über die Hohen Tauern, die Julischen Alpen und die Karawanken führen. Wurmb nahm dazu am Tauern die Trassierung mehrerer bereits vorhandener Entwürfe vor und wurde in Folge dem Studienbüro zugewiesen. Anschließend war er im Büro für Oberbau und Stationsanlagen in der K. k. Generaldirektion der österreichischen Staatsbahnen tätig. Zwischen 1887 und 1890 widmete er sich völlig seiner Mitarbeit an der Enzyklopädie des Eisenbahnwesens von Victor von Röll.
1892 wurde er zum Direktor des Steiermärkischen Landeseisenbahnamtes ernannt. Hier war er für Planung und Bau mehrerer Lokalbahnen zuständig; als herausragendstes Werk davon gilt die Murtalbahn. In dieser Zeit erregte Wurmb auch die Aufmerksamkeit des steirischen Landeshauptmannes Gundaker Graf Wurmbrand-Stuppach, der ihn, als er von Franz Joseph I. zum K. K. Handelsminister ernannt wurde, 1894 mit Titel und Charakter eines Ministerialrats zum Generalinspektor für das österreichische Lokalbahnwesen sowie zum Konsulenten des Handelsministeriums in technisch-kommerziellen Angelegenheiten ernannte.  1894 wurde Wurmb auch Ehrenbürger von Murau.
1901 wurde er im 1896 neu gegründeten k.k. Eisenbahnministerium, das die Generaldirektion der Staatsbahnen ersetzte, von Minister Heinrich von Wittek zum Sektionschef und zum Eisenbahnbaudirektor (ein neu geschaffenes Amt) befördert; im Juni desselben Jahres verlieh ihm die Stadt Salzburg ebenfalls die Ehrenbürgerschaft.

### Die „Neuen Alpenbahnen“
In dieser Zeit war der Schwerpunkt seiner Tätigkeit die Ausarbeitung des Gesetzentwurfes zum Bau der westlichen Alpentransversale (siehe Neue Alpenbahnen) nach Triest. Das Gesetz wurde am 6. Juni 1901 im Reichsrat verabschiedet. Das Projekt, auch als „Österreichische Alpenbahnen“ bezeichnet, sah folgende Strecken vor:

Bauarbeiten am Portal des Bosrucktunnels, 1904

Rosenbach: Eröffnung der Karawankenbahn am 30. September 1906

- Die als Pyhrnbahn bezeichnete Verbindung der Kremstalbahn mit dem Ennstal inklusive Bosrucktunnel
- Die Karawankenbahn mit dem Karawankentunnel und Anschlussstrecken
- Die Wocheiner Bahn
- Die Karstbahn von Görz nach Triest
- Die Tauernbahn mit dem Tauerntunnel

Neben den erwähnten langen Tunnel waren eine Vielzahl weiterer Tunnel, Viadukte und anderer Brückenbauwerke in alpinem Gelände unter großteils schwierigen geologischen Bedingungen zu errichten. Eine Vielzahl unvorhersehbarer Zwischenfälle führte zu hohen Kostenüberschreitungen. Das Versiegen von Quellen und Bächen, die zur Versorgung mit Wasserkraft vorgesehen gewesen waren einerseits, aber Wassereinbrüche auf Tunnelbaustellen anderseits und geologische Widrigkeiten wie Felsstürze und Erdrutsche, erschwerten die Bauarbeiten an zahlreichen Stellen und machten umfangreiche bauliche Maßnahmen notwendig.
Wurmbs Ansuchen um Ausweitung der Baukredite im Jahr 1905 führte zu kritischen Debatten im Parlament und zu persönlichen Angriffen, da die parlamentarische Genehmigung nicht vorher eingeholt worden war. Er trat daher schnell in den Ruhestand; der Vorgang kostete auch seinem Vorgesetzten, Eisenbahnminister Wittek, am 1. Mai 1905 sein Amt. Wurmb zog sich verbittert nach Obertauern zurück.
Anlässlich der Eröffnung der Wocheiner Bahn und der Karstbahn von Assling nach Triest am 19. Juli 1906 verlieh die Technische Hochschule in Wien Wurmb das Ehrendoktorat. An der Eröffnung der Karawankenbahn am 30. September 1906 nahm Wurmb als Ehrengast teil.
Karl Wurmb verstarb am 30. Jänner 1907 unerwartet an den Folgen einer Lungenentzündung. Die Vollendung seines Werks erfolgte mit der Eröffnung der Tauernbahn im Juli 1909.

## Gedenken
Wurmb wurde am 7. Juni 1909 auf dem Gersthofer Friedhof in Wien beerdigt: Gruppe S, Grab Nr. 28. (Im auf Friedhofsdauer bestehenden Grab wurde 1942 auch seine Witwe Anna Wurmb 81-jährig bestattet.)
In mehreren Städten wurden Straßen nach Karl Wurmb benannt, z. B. die 1910 neu angelegte Wurmbstraße südlich des Bahnhofs Wien Meidling und die Karl-Wurmb-Straße in Salzburg, dem Hauptbahnhof benachbart.
In Salzburg ließ der Österreichische Ingenieur- und Architektenverein ein vom Bildhauer Johann Rathausky geschaffenes Denkmal errichten. Dem Denkmalkomitee gehörten u. a. der Architekt Karl Mayreder, Eisenbahnminister Julius Derschatta von Standhalt, Graf Johann Nepomuk von Wikczek, Generalstabschef Friedrich von Beck-Rzikowsky, der Rektor der Technischen Hochschule Wien Karl Hochenegg sowie Fürst Schwarzenberg an.

## Familiäres
Wurmbs Tochter Elisabeth war mit dem Tunnelbaupionier Ladislaus von Rabcewicz verheiratet.

## Trivia
Carl Wurmb war ein Freund und Förderer des aufkeimenden Skisports. Als Alpinist trat er 1875 als einer der Erstbesteiger des Jalovec in den Julischen Alpen in Erscheinung.